# 橋本八重三
橋本 八重三（はしもと やえぞう、1895年 - ?）は、大正期に活躍した日本の園芸家、造園家で、日本最初の民間の洋風庭園デザイナー。大阪府出身。近代的な造園業をめざし、従来の造園業と差別化を図った。
京阪神地域を中心に活動。営業にあたり広告戦略を展開、その初期には趣味の乗馬の腕を生かして高級住宅街に出没しチラシを配布、「馬乗り植木屋」と呼ばれる。また友人と植物病院事業という今日の樹木医的な事業、さらにコニファーなどの今日でいうガーデニング用品、橋本式自然木（いわゆる擬木）を開発し販売するなどを実施した。

## 生涯
植木の生産地摂津細河村（現・池田市）の生まれ。大阪府立農学校（現大阪府立大学農学部）園芸科に進学し、大正3年（1914年）卒業と同時に、当時3大公園を建設中の大阪府に奉職。公園内の施設整備を担当する。22歳の時母校の校長山本正英と共著で「花壇と花弁」を出版。その後いけばなを習得し、盛花関係の本も刊行しベストセラーとなる。
大阪府辞職後、しばらく住吉菖蒲園の一画をかりて花弁栽培場を経営。その後造園事業に転身し橋本庭園工務所を設立。前代的な傾向の強い造園界にあって、庭園設計施工にあたり事前に見積と設計図書を作成し施主に提示する近代的な経営を実行する。同時に大屋霊城を会長に関西園芸協会を結成し、短期ながら雑誌『ガーデン』を創刊する。
関西実業家の邸宅庭園や郊外住宅地の造園を手掛けるなどで造園業が成功した後、一時期大阪心斎橋大丸呉服店の園芸部門で園芸用品市場に、次に食料品を扱う廉売部、廉売市場で販売を手がけ、大正12年（1923年）には橋本屋マーケットを出店し参画するが、関東大震災後の市場混乱で失敗し、以降は庭園事業に専念する。
代表作は、島別邸庭園や芦屋元木邸庭園などの洋風邸宅の庭園、滋賀・森氏運動園、大阪住宅経営株式会社千里山住宅地・周辺経営地のマスタープラン及び街路並木設計と各棟庭園、桜丘住宅博覧会モデルハウス庭園、大丸呉服店屋上庭園、山陽電気軌道長府楽園地、京阪電車経営ひらかた楽園地、電気博覧会電化農園などがあるが、今日残っていないものが多数を占める。
橋本は宣伝に力をいれ、会社に営業部を置き、ラジオの講座に出演し、新聞広告（比較広告）やダイレクトメールなどを広告戦略を展開。その他カタログや仕様書などに欧文を用い、また日本語で記載する際も横書きは欧文にならって早くも左書きを採用している。
花や庭に関する著書も多く、著作の際は「墨花」というペンネームを使用している。

## 著書
- 圖解盛花と水揚 （前田文進堂 1919年）
- 花と花言葉 （紅玉堂書店 1920年）
- 一坪で出来る家庭園芸 （六合館書店 1926年）
- 萬年青と蘭の作り方 （六合館 1927年）
- 萬年青百種大観 （六合館 1927年）
- 植木屋の裏おもて （六合館 1930年）